# 最強のこれから
『最強のこれから』（さいきょう-）は、2010年9月8日発売の奥田民生の23枚目のシングル。

## 解説
- アルバム「OTRL」からのリカット。シングル作品としては前作「SUNのSON」から2年ぶりのリリースとなった。また、リカットシングルは2002年発売の「まんをじして」以来である。
- 本曲は2010年に行われたレコーディング・ライヴ「ひとりカンタビレ」ツアー初日に制作された楽曲。本作には公演終了後に配信されたバージョンとアルバムに収録されたバージョンが収録されており、その違いを聴き比べることができるようになっている。
- 永久仕様としてCDとDVDとの2枚組。

## 収録曲

### CD
1. 最強のこれから（現場配信mix） (5:39)
2. 最強のこれから（アルバムmix） (5:34)

全作詞・作曲・編曲・演奏：奥田民生

### DVD
1. 奥田民生ひとりカンタビレ　2010.3.15 渋谷DUO MUSIC EXCHANGE
本楽曲が制作されたツアー初日の模様をほぼ完全収録。
2. スタジオミックス作業　2010.5.30 一口坂スタジオ
本楽曲のスタジオミックスの模様をダイジェストで収録。